# Poolbillard 2001
Die Poolbillard-Saison 2001 war eine Serie von Poolbillard-Turnieren, die von der World Pool-Billiard Association veranstaltet wurden.

## Saisonergebnisse
| Datum                           | Turnier                                   | Austragungsort       | Disziplin   | Sieger               | Finalist            | Ergebnis |
| 14. März bis 18. März           | ET 48 – Portugal Open 2001                | Porto                | 9-Ball      | Vegar Kristiansen    | Alex Lely           |          |
| 1. April bis 10. April          | Europameisterschaft 2001                  | Karlsbad             | 14/1 endlos | Thomas Engert        | Nick van den Berg   |          |
| 1. April bis 10. April          | Europameisterschaft 2001                  | Karlsbad             | 8-Ball      | Niklas Bergendorff   | Nick van den Berg   |          |
| 1. April bis 10. April          | Europameisterschaft 2001                  | Karlsbad             | 9-Ball      | Rico Diks            | Andreas Roschkowsky |          |
| 31. Mai bis 3. Juni             | Predator International Championship 2001  | Orlando, FL          | 9-Ball      | Buddy Hall           | unbekannt           |          |
| 6. Juni bis 10. Juni            | ET 49 – Lichtenstein Open 2001            | Vaduz                | 9-Ball      | Ralf Souquet         | Christian Reimering |          |
| 11. Juli bis 12. Juli           | International Challenge of Champions 2001 | Uncasville           | 9-Ball      | Chao Fong-Pang       | unbekannt           |          |
| 14. Juli bis 22. Juli           | 9-Ball-Weltmeisterschaft 2001             | Cardiff              | 9-Ball      | Mika Immonen         | Ralf Souquet        |          |
| 8. August bis 11. August        | ET 50 – England Open 2001                 | Hull                 | 9-Ball      | Fabio Petroni        | Rico Diks           |          |
| 31. August bis 2. September     | World Pool Masters 2001                   | Thurrock             | 9-Ball      | Francisco Bustamante | Earl Strickland     |          |
| 10. September bis 16. September | US Open 9-Ball 2001                       | Chesapeake, VA       | 9-Ball      | Corey Deuel          | Mika Immonen        |          |
| 1. November bis 3. November     | ET 51 – Austrian Open 2001                | Salzburg             | 9-Ball      | Ralf Souquet         | Michael Schmidt     |          |
| 16. November bis 18. November   | World Pool League 2001                    | Warschau             | 9-Ball      | Efren Reyes          | Steve Davis         |          |
| 17. November bis 21. November   | All Japan Open 2001                       | Amagasaki            | 9-Ball      | Corey Deuel          | unbekannt           |          |
| 6. Dezember bis 8. Dezember     | ET 52 – Finland Open 2001                 | Tampere              | 9-Ball      | Niels Feijen         | Christian Reimering |          |
| 20. Dezember bis 23. Dezember   | Mosconi Cup 2001                          | London-Bethnal Green | 9-Ball      | USA                  | Europa              | 12:1     |